# Зімбабве на літніх Олімпійських іграх 2016
Зімбабве на літніх Олімпійських іграх 2016 представляли 31 спортсмен у 7 видах спорту. Жодної медалі олімпійці Зімбабве не завоювали.

## Спортсмени
| Дисципліна            | Чоловіки | Жінки | Разом |
| --------------------- | -------- | ----- | ----- |
| Стрільба з лука       | 1        | 0     | 1     |
| Легка атлетика        | 5        | 1     | 6     |
| Кінний спорт          | 0        | 1     | 1     |
| Футбол                | 0        | 18    | 18    |
| Академічне веслування | 1        | 1     | 2     |
| Стрільба              | 1        | 0     | 1     |
| Плавання              | 1        | 1     | 2     |
| Разом                 | 9        | 22    | 31    |

## Стрільба з лука
| Спортсмен        | Дисципліна                        | Попередній раунд | Попередній раунд | 1/32 фіналу         | 1/16 фіналу        | 1/8 фіналу         | Чвертьфінали       | Півфінали          | Фінал / БМ         | Фінал / БМ      |                 |
| Спортсмен        | Дисципліна                        | Результат        | Сіяний           | Суперник Результат  | Суперник Результат | Суперник Результат | Суперник Результат | Суперник Результат | Суперник Результат | Місце           |                 |
| ---------------- | --------------------------------- | ---------------- | ---------------- | ------------------- | ------------------ | ------------------ | ------------------ | ------------------ | ------------------ | --------------- | --------------- |
| Гейвін Сатерленд | індивідуальна першість (чоловіки) | 566              | 64               | Kim W-j (KOR) L 0–6 | Завершив виступ    | Завершив виступ    | Завершив виступ    | Завершив виступ    | Завершив виступ    | Завершив виступ | Завершив виступ |

## Легка атлетика
Трекові і шосейні дисципліни
| Спортсмен         | Дисципліна                   | Попередній забіг | Попередній забіг | Чвертьфінал | Чвертьфінал | Півфінал        | Півфінал        | Фінал           | Фінал           |
| Спортсмен         | Дисципліна                   | Результат        | Місце            | Результат   | Місце       | Результат       | Місце           | Результат       | Місце           |
| ----------------- | ---------------------------- | ---------------- | ---------------- | ----------- | ----------- | --------------- | --------------- | --------------- | --------------- |
| Габріель Мвумвуре | біг на 100 метрів (чоловіки) | Bye              | Bye              | 10.28       | 7           | Завершив виступ | Завершив виступ | Завершив виступ | Завершив виступ |
| Татенда Тсумба    | біг на 200 метрів (чоловіки) | 21.04            | 6                | Н/Д         | Н/Д         | Завершив виступ | Завершив виступ | Завершив виступ | Завершив виступ |
| Вірімай Джуваво   | марафонський біг (чоловіки)  | Н/Д              | Н/Д              | Н/Д         | Н/Д         | Н/Д             | Н/Д             | DNF             | DNF             |
| Пардон Ндхлову    | марафонський біг (чоловіки)  | Н/Д              | Н/Д              | Н/Д         | Н/Д         | Н/Д             | Н/Д             | 2:17:48         | 41              |
| Катберт Ньясанго  | марафонський біг (чоловіки)  | Н/Д              | Н/Д              | Н/Д         | Н/Д         | Н/Д             | Н/Д             | 2:18:58         | 58              |
| Рутендо Ньяхора   | марафонський біг (жінки)     | Н/Д              | Н/Д              | Н/Д         | Н/Д         | Н/Д             | Н/Д             | 2:47:32         | 92              |

Легенда
- Note – для трекових дисциплін місце вказане лише для забігу, в якому взяв участь спортсмен
- Q = пройшов у наступне коло напряму
- q = пройшов у наступне коло за добором (для трекових дисциплін - найшвидші часи серед тих, хто не пройшов напряму; для технічних дисциплін - увійшов до визначеної кількості фіналістів за місцем якщо напряму пройшло менше спортсменів, ніж визначена кількість)
- NR = Національний рекорд
- N/A = Коло відсутнє у цій дисципліні
- Bye = спортсменові не потрібно змагатися у цьому колі
- NM = жодної успішної спроби

## Кінний спорт

### Триборство
| Спортсмен      | Кінь     | Дисципліна    | Виїздка      | Виїздка | Крос         | Крос    | Крос  | Конкур       | Конкур       | Конкур       | Конкур          | Конкур          | Конкур          | Загалом      | Загалом |
| Спортсмен      | Кінь     | Дисципліна    | Виїздка      | Виїздка | Крос         | Крос    | Крос  | Кваліфікація | Кваліфікація | Кваліфікація | Фінал           | Фінал           | Фінал           | Загалом      | Загалом |
| Спортсмен      | Кінь     | Дисципліна    | Штрафні очки | Місце   | Штрафні очки | Загалом | Місце | Штрафні очки | Загалом      | Місце        | Штрафні очки    | Загалом         | Місце           | Штрафні очки | Місце   |
| -------------- | -------- | ------------- | ------------ | ------- | ------------ | ------- | ----- | ------------ | ------------ | ------------ | --------------- | --------------- | --------------- | ------------ | ------- |
| Камілла Крюгер | Biarritz | Індивідуальні | 59.40        | 61      | 40.40        | 99.80   | 32    | 12.00        | 111.80       | 35           | Завершив виступ | Завершив виступ | Завершив виступ | 111.80       | 35      |

## Футбол

### Жіночий турнір
Склад команди
Шаблон:Склад жіночої збірної Зімбабве з футболу на літніх Олімпійських іграх 2016
Груповий етап
Футбол на літніх Олімпійських іграх 2016 — жіночий турнір – Group F
Шаблон:Жіночий турнір з футболу на літніх Олімпійських іграх 2016, гра F2
Шаблон:Жіночий турнір з футболу на літніх Олімпійських іграх 2016, гра F3
Шаблон:Жіночий турнір з футболу на літніх Олімпійських іграх 2016, гра F6

## Академічне веслування
| Спортсмен        | Дисципліна          | Заїзди  | Заїзди | Втішний заплив | Втішний заплив | Чвертьфінали | Чвертьфінали | Півфінали | Півфінали | Фінал   | Фінал |
| Спортсмен        | Дисципліна          | Час     | Місце  | Час            | Місце          | Час          | Місце        | Час       | Місце     | Час     | Місце |
| ---------------- | ------------------- | ------- | ------ | -------------- | -------------- | ------------ | ------------ | --------- | --------- | ------- | ----- |
| Ендрю Піблз      | одиночки (чоловіки) | 7:25.39 | 5 R    | 7:17.19        | 3 SE/F         | Bye          | Bye          | 7:45.20   | 1 FE      | 7:43.98 | 25    |
| Мішін Торнікрофт | одиночки (жінки)    | 8:18.88 | 2 QF   | Bye            | Bye            | 7:34.38      | 2 SA/B       | 8:00.53   | 5 FB      | 7:30.57 | 11    |

Пояснення до кваліфікації: FA=Фінал A (за медалі); FB=Фінал B (не за медалі); FC=Фінал C (не за медалі); FD=Фінал D (не за медалі); FE=Фінал E (не за медалі); FF=Фінал F (не за медалі); SA/B=Півфінали A/B; SC/D=Півфінали C/D; SE/F=Півфінали E/F; QF=Чвертьфінали; R=Потрапив у втішний заплив

## Стрільба
| Спортсмен    | Дисципліна            | Кваліфікація | Кваліфікація | Півфінал        | Півфінал        | Фінал           | Фінал           |
| Спортсмен    | Дисципліна            | Очки         | Місце        | Очки            | Місце           | Очки            | Місце           |
| ------------ | --------------------- | ------------ | ------------ | --------------- | --------------- | --------------- | --------------- |
| Сін Ніколсон | дубль-трап (чоловіки) | 119          | 19           | Завершив виступ | Завершив виступ | Завершив виступ | Завершив виступ |

## Плавання
| Спортсмен       | Дисципліна                           | Попередній заплив | Попередній заплив | Півфінал        | Півфінал        | Фінал            | Фінал            |
| Спортсмен       | Дисципліна                           | Час               | Місце             | Час             | Місце           | Час              | Місце            |
| --------------- | ------------------------------------ | ----------------- | ----------------- | --------------- | --------------- | ---------------- | ---------------- |
| Шейн Ганн       | 100 метрів вільним стилем (чоловіки) | 50.87             | 48                | Завершив виступ | Завершив виступ | Завершив виступ  | Завершив виступ  |
| Керсті Ковентрі | 100 метрів на спині (жінки)          | 1:00.13           | 11 Q              | 1:00.26         | 11              | Завершила виступ | Завершила виступ |
| Керсті Ковентрі | 200 метрів на спині (жінки)          | 2:08.91           | 9 Q               | 2:08.83         | 6 Q             | 2:08.80          | 6                |